# Hinrich Johannes Rink
Hinrich Johannes Rink (křestním jménem někdy jako Henrik; 26. srpna 1819, Kodaň – 15. prosince 1893, Oslo) byl dánský geolog, jeden z průkopníků glaciologie a první přesný popisovač vnitrozemského ledu Grónska. Rink, který poprvé přijel do Grónska v roce 1848, strávil v arktické oblasti 16 zim a zasloužil se o rozvoj Grónska. Stal se grónským učencem a správcem, působil jako královský inspektor jižního Grónska a posléze se stal ředitelem Královské grónské obchodní společnosti. S knihou „Forstanderskaber“ Rink povzbudil první kroky k samosprávě Grónska.
Byl také zakladatelem Atuagagdliutit, prvních novin v grónštině.

## Životopis

### Raná léta
Rink se narodil v Kodani holštýnským rodičům. Jeho otcem byl Johannes Rink (1783–1865), obchodník z Kielu, a matkou Agnese Margaretha (rozená Hedde) Rinková (1793–1865). Měl bratra Johana Jacoba Rinka (1815–1849).
Zpočátku se učil u soukromého učitele, později odešel studovat na akademii v Sorø, studoval fyziku a chemii na Kodaňské univerzitě a v roce 1843 získal univerzitní zlatou medaili z chemie. Nějakou dobu působil jako asistent profesora u Williama Christophera Zeiseho. Studoval též na Kodaňské univerzitě. V zimě 1844-45 Rink studoval medicínu, absolvoval kurz anatomie a poslouchal přednášky v Berlíně. Často však propadal depresím a váhal ohledně své budoucnosti.

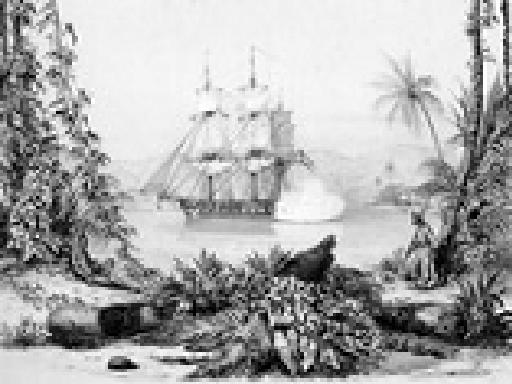
Výprava Galathea na Nicobarových ostrovech, jež byl Rink součástí

### Kariéra
Na návrh Hanse Christiana Ørsteda dostal v Berlíně nabídku zúčastnit se jako mineralog první z expedic Galathea na palubě fregaty Galathea. Plavba trvala v letech 1845 až 1847. Měl v úmyslu odjet do Kalkaty, ale nakonec skončil na Nikobarských ostrovech, které v té době kolonizovalo Dánsko, aby je geograficky prozkoumal. Po pěti měsících onemocněl nikobarskou horečkou, která ho oslabila na celý zbytek života a donutila ho vrátit se do Dánska. Na zpáteční cestě se zastavil v Káhiře a na Maltě, kde v říjnu 1846 shromáždil geologický materiál. V roce 1847 vyšla jeho první velká geografická práce „Nikobarské ostrovy“.
V letech 1848 až 1851 se s veřejnou podporou vydal do západního Grónska na geologické a glaciologické studie v Upernaviku a Uummannaqu. Zde žil mezi Kalaallity, což mu poskytlo příležitost k jejich studiu. Jeho cílem však bylo vytvořit mapu Grónska na základě průzkumů, které prováděl on a další průzkumníci. Podařilo se mu prozkoumat rozsáhlé oblasti západogrónských fjordů a jejich ledovců. V posledním roce strávil nějaký čas v Ilulissatu a doplul do Paakitsoqu, zátoky v západním Grónsku. Na jaře roku 1851 odjel na saních do Sermeq Kujalleq. Zmapoval grónské pobřeží a vytvořil jeho první geologickou mapu. Rinkův průzkum je pozoruhodný jako první z řady průzkumů změn. V roce 1851 se Rink vrátil do Kodaně, kde zasedl v komisi, která se zabývala obchodním monopolem v Grónsku. Z pověření komise se do Grónska vrátil v roce 1852 a následně vydal knihu „O monopolu obchodu v Grónsku“.
V následujícím roce vstoupil do služeb obchodního monopolu a byl prvním koloniálním správcem v Godthaabu a Julianehåbu. Studoval led v Severním ledovém oceánu, jeho původ, pohyb a složení a v roce 1853 vydal spis „O rozšíření a pohybu ledu nad severní grónskou pevninou“. V letech 1857 až 1868 byl královským inspektorem jižního Grónska. Během let, kdy působil jako státní úředník, vydal své hlavní dílo „Grónsko a statisticky popsaná geografie“, které je po „Perlustrování“ od Hanse Egedeho z roku 1729 prvním standardním dílem o Grónsku.

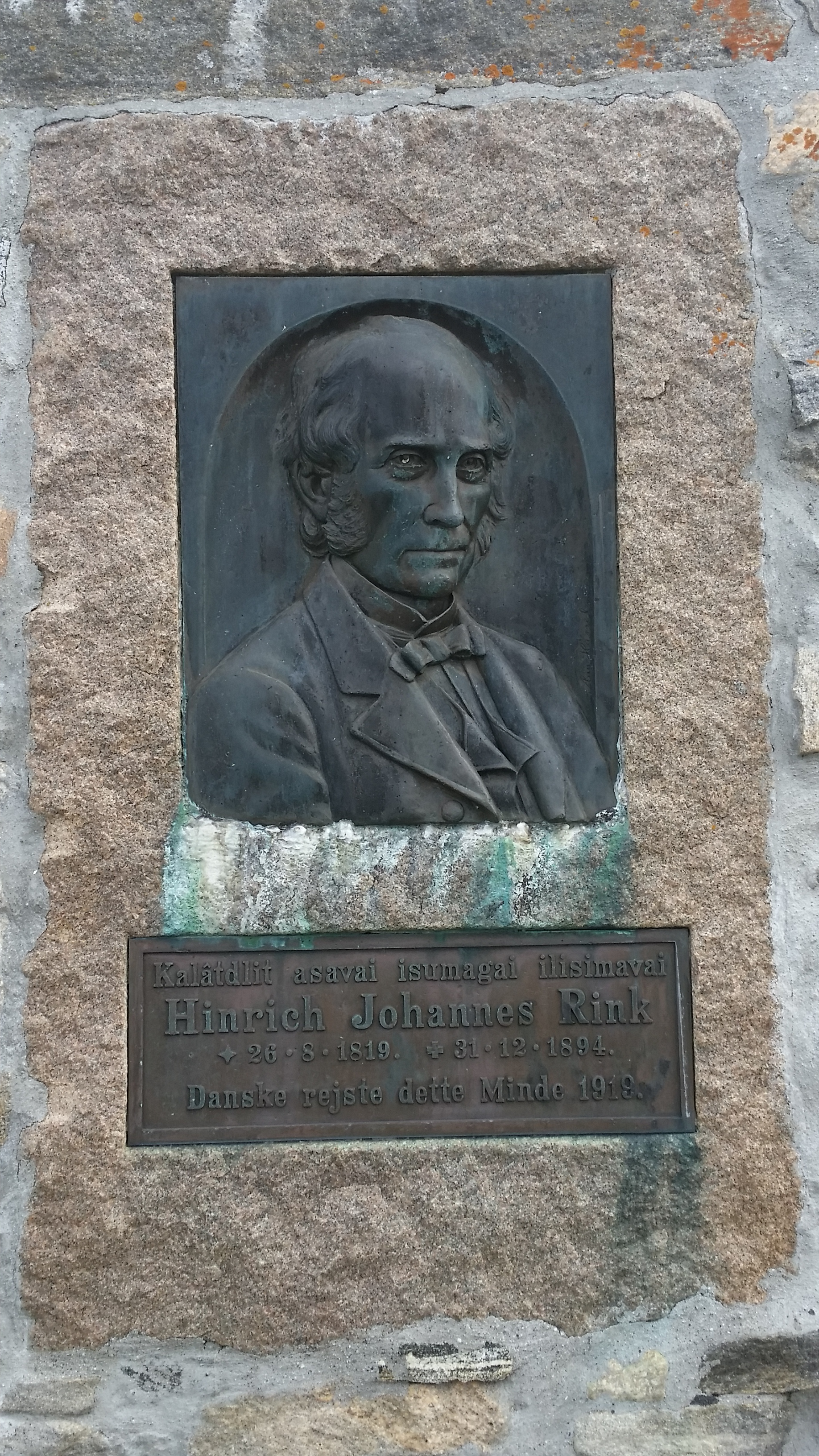
Pomník Hinricha Johannese Rinka v Nuuku

V roce 1855 našel Rink tiskařský lis misionáře Jespera Brodersena z konce 18. století a začal tisknout drobné předměty, z nichž první byl leták datovaný 21. října 1855. O dva roky později si Rink pořídil malý dánský tiskařský lis a litografický lis. V roce 1861 založil Rink v Godthaabu tiskárnu South Greenland Press a založil první grónské noviny v grónštině Atuagagdliutit (v překladu „Čtení“). Jeho první číslo vyšlo v lednu 1861 a poté vycházelo každý měsíc. Kromě novin tiskárna vydávala i brožury.
Rink se aktivně staral o blaho Inuitů, s nimiž byl v úzkém kontaktu. Na jeho nápad a pod jeho vedením byli zavedeni členové komise, což Gróňanům zajistilo vliv na jejich vlastní záležitosti. V roce 1858 vyzval místní obyvatele, aby se naučili své umělecké tradice. Pomohl objevit a propagovat umělce Jense Kreutzmanna a Arona z Kangequ. Rink studoval grónský jazyk a folklór; v roce 1866 vydal „Eskymácké pohádky a pověsti“.

### Konec života a smrt
V roce 1862 byl jmenován rytířem řádu Dannebrog. V roce 1868 byl Rink ze zdravotních důvodů nucen Grónsko opustit a opět se vrátil do Kodaně. V letech 1871 až 1882 působil jako ředitel Královské grónské obchodní společnosti a v této funkci vedl grónskou obchodní správu. V Kodani založil školu Grønlænderhjem pro mladé Inuity, aby se naučili řemeslu a mohli snáze získat zaměstnání.
Rink byl dopisujícím členem Královské geografické společnosti a v roce 1852 obdržel stříbrnou medaili Královské dánské akademie věd a literatury. Rink se svou ženou v roce 1882 odešel na odpočinek do norské Christianie (dnes Oslo), kde žila jeho dcera. Zde dokončil své poslední dílo. Rink zemřel v roce 1893 jako přední odborník své doby na Grónsko. Na kamenném pomníku v Nuuku je umístěna deska s nápisem „Kalatdlit asavai ilisimavai“ (česky: „Miloval Gróňany, znal je a bránil“).

## Rodina
V roce 1853 se oženil se Sophií Nathalií Nielsine Caroline Møllerovou (* 1836, Nuuk – 1909), přezdívanou Signe. Signe se narodila a vyrůstala v Grónsku. Byla dcerou paamiutských koloniálních správců Jørgena Nielsena Møllera a Antonette Ernestine Constance Tommerupové. Signe publikovala povídky o životě a problémech Gróňanů. Je považována za první ženu, která psala o grónské kultuře. Zasloužila se také o uchování děl, dřevorytů a akvarelů Jense Kreutzmanna a Arona z Kangequ.
O Rinkových dětech se píše jen málo, mohly být tři. Známá je jejich jediná dcera Antoinette Margrethe Rinková (* 1855).

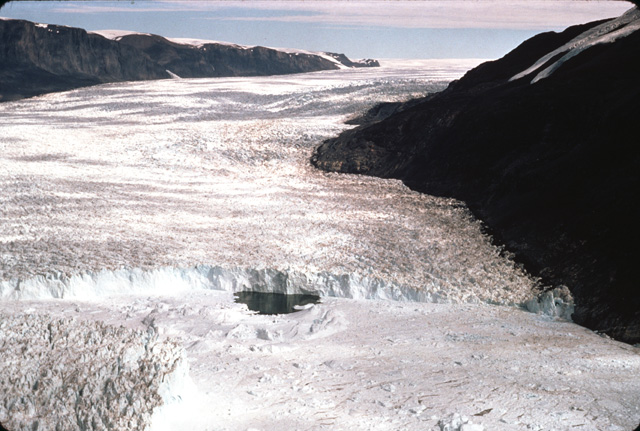
Ledovec Rink v Grónsku (v kraji Avannaata)

## Památka
Sbírka Hinricha Rinka čítající více než 140 rukopisných map obsahuje také karty, na které kreslil on a další. Nyní je uložena v Dánské královské knihovně.
Na jeho počest jsou pojmenovány ledovce Rink (Kangilliup Sermia) a Rink (Melville Bay) v severozápadním Grónsku.